# Älvkarlebyfallen

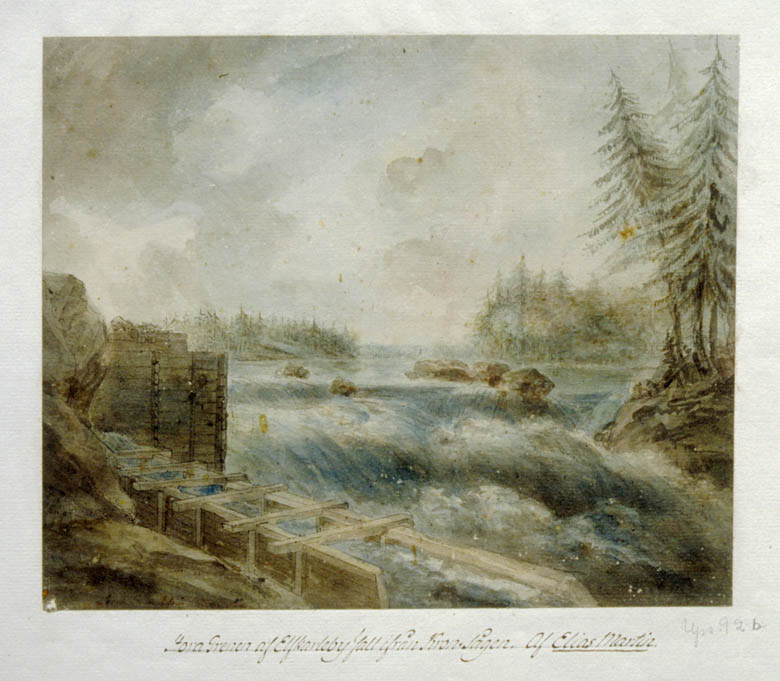
Älvkarlebyfallen på 1790-talet. Akvarellerad pennteckning av Elias Martin.

Älvkarlebyfallen var ett vattenfall i Dalälven vid Älvkarleby i Uppsala län, där Älvkarleby kraftverk nu återfinns.